# Neckeropsis foveolata
Neckeropsis foveolata är en bladmossart som beskrevs av Brotherus 1925. Neckeropsis foveolata ingår i släktet Neckeropsis och familjen Neckeraceae. Inga underarter finns listade i Catalogue of Life.